# Timothy B. Spahr
| Asteroidi scoperti: 54         | Asteroidi scoperti: 54 | Asteroidi scoperti: 54 |
| ------------------------------ | ---------------------- | ---------------------- |
| 6534 Carriepeterson            | 24 febbraio 1995       |                        |
| (7200) 1994 NO                 | 8 luglio 1994          |                        |
| 7476 Ogilsbie                  | 14 aprile 1993         |                        |
| 7605 Cindygraber               | 21 settembre 1995      |                        |
| (7783) 1994 JD                 | 4 maggio 1994          |                        |
| 7784 Watterson                 | 5 agosto 1994          |                        |
| 7835 Myroncope                 | 16 giugno 1993         |                        |
| 7885 Levine                    | 17 maggio 1993         |                        |
| (8404) 1995 AN                 | 1º gennaio 1995        |                        |
| (8563) 1995 US                 | 19 ottobre 1995        |                        |
| (8893) 1995 KZ                 | 23 maggio 1995         |                        |
| (9772) 1993 MB                 | 16 giugno 1993         |                        |
| 9799 Thronium                  | 8 settembre 1996       |                        |
| (10187) 1996 JV                | 12 maggio 1996         |                        |
| (10862) 1995 QE2               | 26 agosto 1995         |                        |
| 11596 Francetic                | 26 maggio 1995         |                        |
| 12008 Kandrup                  | 11 ottobre 1996        |                        |
| (12404) 1995 QW3               | 31 agosto 1995         |                        |
| (13155) 1995 SB1               | 19 settembre 1995      |                        |
| (13617) 1994 YA2               | 29 dicembre 1994       |                        |
| (14472) 1993 SQ14              | 22 settembre 1993      |                        |
| (16708) 1995 SP1               | 21 settembre 1995      |                        |
| 17601 Sheldonschafer           | 19 settembre 1995      |                        |
| 17602 Dr. G.                   | 19 settembre 1995      |                        |
| (17609) 1995 UR                | 18 ottobre 1995        |                        |
| (17633) 1996 JU                | 11 maggio 1996         |                        |
| (17644) 1996 TW8               | 10 ottobre 1996        |                        |
| (18513) 1996 TS5               | 7 ottobre 1996         |                        |
| (21228) 1995 SC                | 20 settembre 1995      |                        |
| (21268) 1996 KL1               | 22 maggio 1996         |                        |
| 22449 Ottijeff                 | 1º novembre 1996       |                        |
| 24827 Maryphil                 | 2 settembre 1995       |                        |
| (26167) 1995 SA1               | 18 settembre 1995      |                        |
| (30980) 1995 QU3               | 31 agosto 1995         |                        |
| (30981) 1995 SJ4               | 25 settembre 1995      |                        |
| (32859) 1993 EL                | 15 marzo 1993          |                        |
| (32896) 1994 NM2               | 12 luglio 1994         |                        |
| (37652) 1994 JS1               | 4 maggio 1994          | [1]                    |
| (37721) 1996 TX8               | 10 ottobre 1996        |                        |
| (39646) 1995 SK4               | 26 settembre 1995      |                        |
| (43891) 1995 SQ1               | 21 settembre 1995      |                        |
| (46678) 1996 TZ8               | 12 ottobre 1996        |                        |
| (48717) 1996 RR5               | 15 settembre 1996      |                        |
| (52471) 1995 SG4               | 26 settembre 1995      |                        |
| (52529) 1996 RQ                | 7 settembre 1996       |                        |
| 58373 Albertoalonso            | 19 settembre 1995      |                        |
| (65813) 1996 TT5               | 7 ottobre 1996         |                        |
| (69405) 1995 SW48              | 30 settembre 1995      |                        |
| (69410) 1995 UB3               | 23 ottobre 1995        |                        |
| (73762) 1994 LS                | 3 giugno 1994          |                        |
| (85332) 1995 SH4               | 29 settembre 1995      |                        |
| 96268 Tomcarr                  | 20 settembre 1995      |                        |
| (134372) 1995 SB4              | 25 settembre 1995      |                        |
| (136704) 1995 TW               | 13 ottobre 1995        |                        |
| - [1] con Carl W. Hergenrother |                        |                        |

Timothy Bruce Spahr (1970) è un astronomo statunitense.
Lavora presso l'Harvard-Smithsonian Center for Astrophysics. Nel 2006 ha sostituito Brian Marsden alla guida del Minor Planet Center.. È membro dell'Unione Astronomica Internazionale . Gli è stato dedicato un asteroide, 2975 Spahr.

## Scoperte
Spahr ha co-scoperto il satellite di Giove Calliroe e un satellite di Saturno: Albiorix. Ha anche scoperto numerosi asteroidi e tre comete: le due periodiche 171P/Spahr e 242P/Spahr e la cometa non periodica C/1996 R1 Hergenrother-Spahr.